# David Eder
Pour les articles homonymes, voir Eder.
David Montagu Eder, né en août 1865 à Londres, où il meurt le 30 mars 1936, est un médecin et psychanalyste britannique, l'un des pionniers de la psychanalyse au Royaume-Uni. Il est surtout connu pour son engagement sioniste.

## Biographie
David Eder naît à Londres en 1865. Il est l'aîné des enfants de David Martin Eder, négociant et de sa seconde épouse, Esther Burnstein Soloman. Il fait ses études à Londres, en Belgique et en Allemagne, puis à l'University College de Londres, où il obtient un diplôme (B.Sc.) en 1891. Il fait ses études à l'école de médecine du St Bartholomew's Hospital à Londres dont il est diplômé en 1895, voyage aux États-Unis, en Afrique du Sud puis en Bolivie où il exerce comme chirurgien militaire durant quelque temps. Il obtient son titre de docteur en médecine à l'université de Bogota en 1898. De retour en Angleterre en 1905, il s'installe comme médecin généraliste à Londres. Il s'intéresse aux questions d'éducation, et crée, avec la pédagogue Clara Grant, la première clinique scolaire. Il est medical officer de la London School Clinic en 1908 puis de l'école fondée par Margaret McMillan au sein de la clinique de Deptford (1910).
Sa lecture du « Petit Hans » et ses discussions avec le psychanalyste anglais Ernest Jones l'amènent à s'intéresser à la psychanalyse et, dès 1910, il exerce comme psychanalyste. En 1911, il donne la première conférence sur la psychanalyse délivrée en Angleterre à la British Medical Association,. Il est le premier secrétaire de la première société britannique de psychanalyse, la London Society of Psychoanalysis, fondée par Ernest Jones en 1913. Il est d'abord proche de Carl G. Jung, et traduit en anglais deux de ses ouvrages, Diagnostic Association Studies et The Theory of Psychoanalysis. Il traduit également Dream Psychology: Psychoanalysis for Beginners and On Dreams de Freud. Eder n'est pas doctrinaire et s'intéresse autant aux théorisations freudiennes que jungiennes. Lorsque Ernest Jones dissout en 1915 la London Society of Psychoanalysis, pour recréer une organisation exclusivement freudienne, Eder prend le parti freudien.
Durant la Première Guerre mondiale, il s'engage comme médecin militaire et est envoyé à Malte, puis il travaille dans une clinique neurologique londonienne. Cette expérience le pousse à rédiger un ouvrage sur les névroses de guerre, intitulé War Shock (1917).
Après une nouvelle analyse avec Sándor Ferenczi en 1923, pour laquelle il se rend à Budapest, il rejoint la Société britannique de psychanalyse, dont il est l'un des fondateurs, avec sa belle-sœur, Barbara Low, militante socialiste et membre de la Fabian Society.

## Militant sioniste
David Eder s'engage en faveur de la cause sioniste. Il réside en Palestine de 1918 à 1922, puis il regagne Londres, où il reprend ses activités médicales et psychanalytiques. Il est élu représentant de l’exécutif sioniste en Palestine (1921-1927),.
Il meurt à son domicile de Londres le 30 mars 1936 des suites d'une thrombose coronaire.

## Écrits
- (de) « Das Sttotern : eine Psychoneurose, und seine Behandlung durch die Psychoanalyse », Internat. Zschr. Psychoanal, I, 1913.
- (en) War Shock, Londres, W. Heineman, 1917.
- (en) « The Jewish phylacteries and other Jewish ritual observance », British Journal of Medical Psychology, 1933.